# نبيل قديش
نبيل بن الأخضر قدّيش ويشتهر نبيل قدّيش (مواليد 13 مارس 1979) هو قاص وروائي تونسي.

## تعليمه
تلقى تعليمه الابتدائي والثانوي بمدينة باجة بالشمال الغربي التونسي، ثم المرحلة الجامعية في تونس العاصمة. حصل على درجة الماجستير في علوم الاتصالات.

## مؤلفاته
صدر له في القصة القصيرة مجموعة «العبث مع نيتشه»، والتي فازت بجائزة الكتام آر التقديرية لأفضل المجموعات القصصية التونسية عام 2014.
وفي الرواية، حازت روايته الأولى «زهرة عباد الشمس» على جائزة الكومار الذهبي صنف الروايات البكر عام 2015، كما وصلت روايته «شارلي» القائمة القصيرة لأفضل الروايات التونسية في معرض تونس الدولي للكتاب عام 2016. رواية «شارلي» دارت عن معاناة الوطن الجريح من خلال قرية نائية في الشمال الغربي التونسي، ومعاناة الناس الذين فقدوا أبسط حقوق المواطنة. أما ثالث رواياته فقد صدرت عن مؤسسة الانتشار العربي في بيروت بعنوان«بياض العين»، وتدور عن الطبيب «أمجد» الذي اكتشف في سن التاسعة أن أباه أعمى وأن لطخة بيضاء كبيرة تفيض على سواد كل من عينيه، وتحكي عشر سنوات كاملة يقضيها «أمجد» في حيرة حتى نجاحه في الثانوية العامة وذهابه لدراسة الطب من أجل تحقيق حلمه في أن يصبح جراح عيون. وقد شاركت رواية «بياض العين» في ورشة البوكر لأفضل الكتاب العرب في عمّان عام 2017. وتدور أحدث رواياته «الركض في المنخفض» حول الرجل الأربعيني «زاهر» والذي يقرر أن يعود إلى أحد الأحياء الشعبية الخطيرة بعد عشرين عامًا، باحثًا فيه عن ذكريات أليمة رافقت إقامته القصيرة أيام صباه في ذلك المكان، وراغبًا ربما في تصفية حساباته مع الأشرار الذين آذوه، أو رؤية وجه حبيبة قديمة، أو العثور على واحد من أولئك الأشخاص القليلين الذين تركوا في نفسه أثرًا جميلًا، وربما عاد هاربًا من حاضره الذي خسر فيه عمله، فصار على شفا الانهيار، وبحث عن أدنى بصيص من الأمل يعيد له ألق صباه.

### قائمة مؤلفاته
- «العبث مع نيتشه» (مجموعة قصصية)، 2014[7]
- «زهرة عبّاد الشمس» (رواية)، 2015[8]
- «شارلي» (رواية)، 2016[9]
- «بياض العين» (رواية)، 2020[10]
- «الركض في المنخفض» (رواية)، 2020[11]
- معارك بنت البلد (مجموعة قصصية) 2021
- الزيروويت ( رواية) 2023

## جوائز
- جائزة القلم الذهبي لأدب الناشئين في المهرجان الوطني الأدبي بتونس، عن قصة «الثلاثاء الأسود»، 1994
- الجائزة التقديريّة في مسابقة الكتام آر لأفضل المجموعات القصصيّة التونسية، عن مجموعة «العبث مع نيتشه»[2]
- جائزة الاكتشاف في مسابقة الكومار الذهبيّ لأفضل الروايات التونسيّة، عن رواية «زهرة عباد الشمس»، 2015[5][12][13]
- القائمة القصيرة لمعرض تونس الدولي للكتاب 2016 عن روايته شارلي.
- منحة الصندوق العربي للفنون (آفاق) لأفضل الكتاب العرب الشبان بيروت 2016

- ورشة البوكر لأفضل الكتاب العرب الشبان عمان (2017)